# Adi Havewala
Adi Havewala (Marathi आदि हवेवाला, Hindi आदि हवेवाला; * 1917; † 31. Januar 2001 im Mumbai) war ein indischer Radrennfahrer.

## Sportliche Laufbahn
Havewala war im Bahnradsport aktiv. Er nahm an den Olympischen Sommerspielen 1948 in London teil. Dort startete er mit dem indischen Bahnvierer.
In der Mannschaftsverfolgung blieb Indien mit Adi Havewala, Jehangoo Amin, Rohinton Noble und Piloo Sarkari unplatziert. Über sein weiteres Leben und seine sportlichen Erfolge ist nichts bekannt.